# Operacja wyborsko-pietrozawodzka
Operacja wyborsko-pietrozawodzka lub operacja karelska – operacja strategiczna przeprowadzona przez  Front Leningradzki i Karelski Armii Czerwonej przeciwko Finlandii na Przesmyku Karelskim i w Karelii wschodniej podczas wojny kontynuacyjnej na froncie wschodnim w czasie II wojny światowej. Armia Czerwona zajęła wschodnią Karelię i Viipuri (po rosyjsku Wyborg), jednakże ostatecznie walki zakończyły się bez rozstrzygnięcia.
Historiografia radziecka, łączy dwie różne operacje ofensywne przeciwko wojskom fińskim w 1944 roku: operację wyborską (10–20 czerwca 1944) i operację świrsko-pietrozawodską (21 czerwca – 9 sierpnia 1944) w jedną wyborsko-pietrozawodzką. Te dwie operacje toczyły się w dwóch różnych obszarach operacyjnych i geograficznych, oddzielonych od siebie dwoma największymi w Europie jeziorami: Ładoga i Onega.
Wojskowe plany Armii Czerwonej latem 1944 roku na froncie fińskim zakładały jednoczesne natarcie na Przesmyku Karelskim, na kierunkach Ołońca i Masjelska, i stworzenie wielkiego kotła na północ od jeziora Ładoga. W czerwcu 1944 roku doszło do żądania o bezwarunkowej kapitulacji Finlandii. Natarcie na Przesmyk Karelski, gdzie wtedy Sowieci dysponowali wielokrotną przewagą, nastąpiło 10 czerwca 1944 roku i po dwóch tygodniach zaciętych walk doprowadziło do upadku Wyborga.
Armia Czerwona przygotowywała się wiosną do tej operacji starannie. Stawka nakazała dowództwu Frontu Leningradzkiego na Przesmyku Karelskim między Bałtykiem (Zatoka Fińska) i Jeziorem Ładoga ograniczoną ofensywę o ogromnym natężeniu. Uwarunkowania militarne działań na przesmyku były bardzo proste. Teren operacji był w zasadzie doskonale znany obu stronom i silnie ufortyfikowany przez Finów, którzy poświęcili na to trzy lata wojny. Sowieci dobrze wiedzieli o tym. Zakres możliwych do zastosowania rozwiązań operacyjnych był ograniczony. Sowieci po odrzuceniu przeciwnika spod Leningradu swobodnie rozbudowywali swoje siły do operacji przeciw Finom.
Carl Gustaf Mannerheim natychmiast rozpoczął przerzut wojsk ze wschodniej Karelii i dlatego przyjął 16 czerwca ciężką, ale ważną decyzję o opuszczeniu reszty terenu praktycznie bez walki, wystarczająco dobrze wzmacniając jednocześnie karelskie linie obronne. W konsekwencji armii fińskiej, ceną wielkich wysiłków, udało się zatrzymać natarcie Armii Czerwonej na różnych kierunkach: w końcu czerwca – początku lipca koło Viipuri i Tali-Ihantala, w połowie lipca – w Valkeasaari na centralnym przesmyku, w końcu lipca – w okręgu Kuuterselkä, na początku sierpnia – w Łojmoła, w końcu sierpnia – w Ilomantsi.
Armia Czerwona była zmuszony wstrzymać natarcie. Ostatnie tygodnie przed rozejmem były wojną pozycyjną. Straty fińskiej armii były wysokie: około 12 tysięcy poległych i ponad 50 tysięcy rannych i zaginionych.
W wyniku ofensywy radzieckiej Finowie zostali wyparci z Linii Mannerheima oraz portu w Viipuri i zostali zmuszeni do podpisania zawieszenia broni (4 września), a wkrótce potem rozejmu moskiewskiego (19 września). Skala oporu fińskiego sprawiła jednocześnie, że rządowi Finlandii udało się oddalić warunek bezwarunkowej kapitulacji wobec ZSRR.

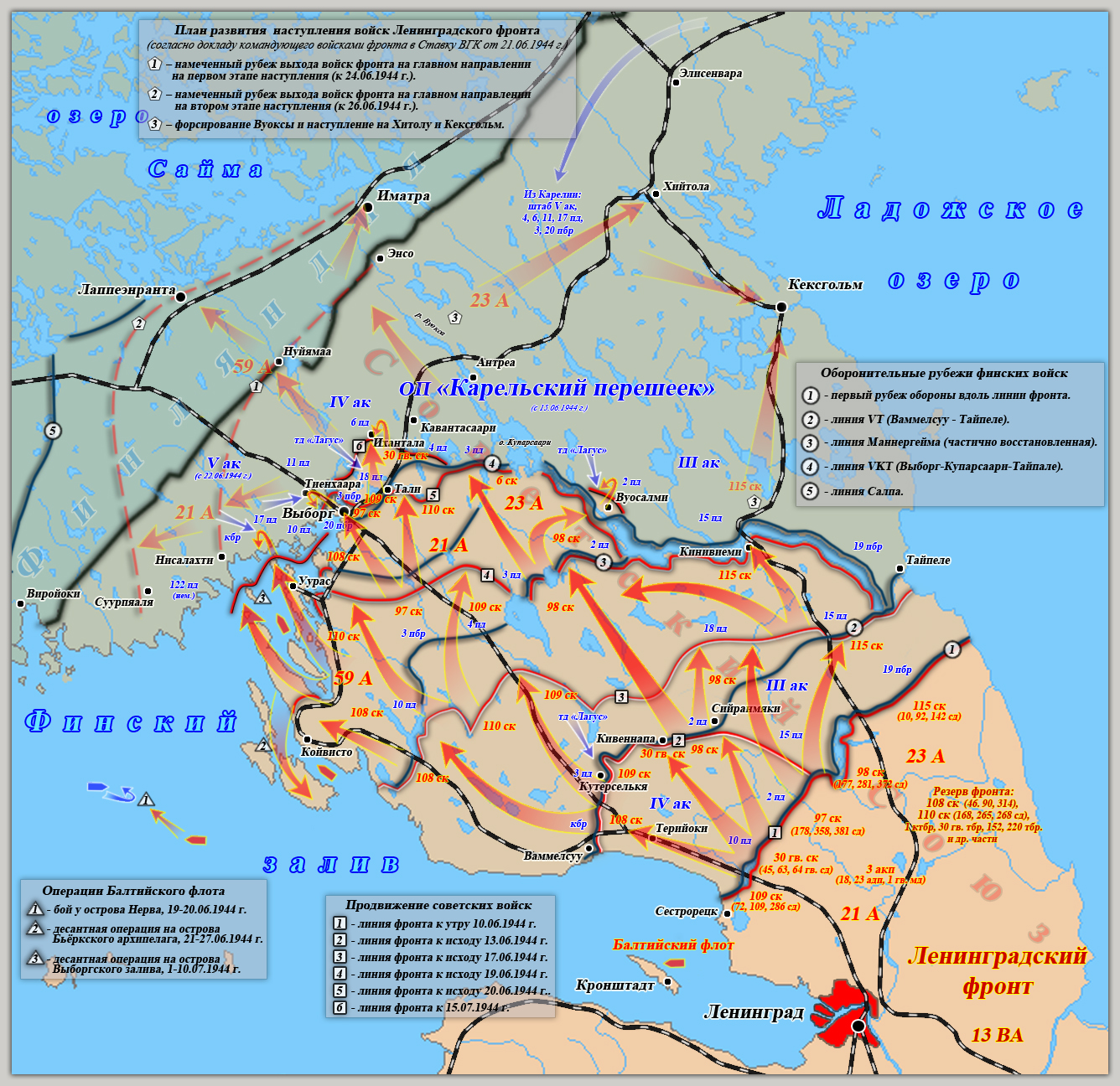
Schemat ofensywy
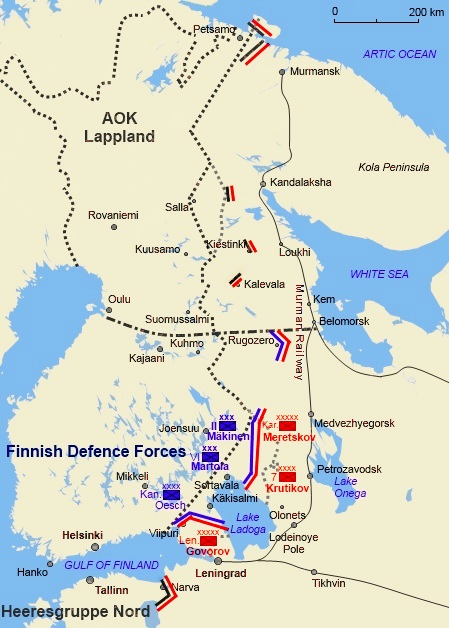
Linia frontu fińsko-radzieckiego 4 września 1944 roku, w ostatnim dniu wojny kontynuacyjnej